# タレー地区
タレー地区 (Taleh District, ソマリ語: Degmada Taleex) はソマリランドのスール地域の行政地区。長年隣のプントランドと領有を争っていたが、2019年以降はソマリランドの影響下にある。

## 主な都市
- タレー
- Dodai
- Goryasan
- Darantaleh
- Halin

## 教育
2011年の時点でタレー地区には8つの学校があり、818名の生徒がいる。